# Zervești, Caraș-Severin
Zervești este un sat în comuna Turnu Ruieni din județul Caraș-Severin, Banat, România.

## Legături externe

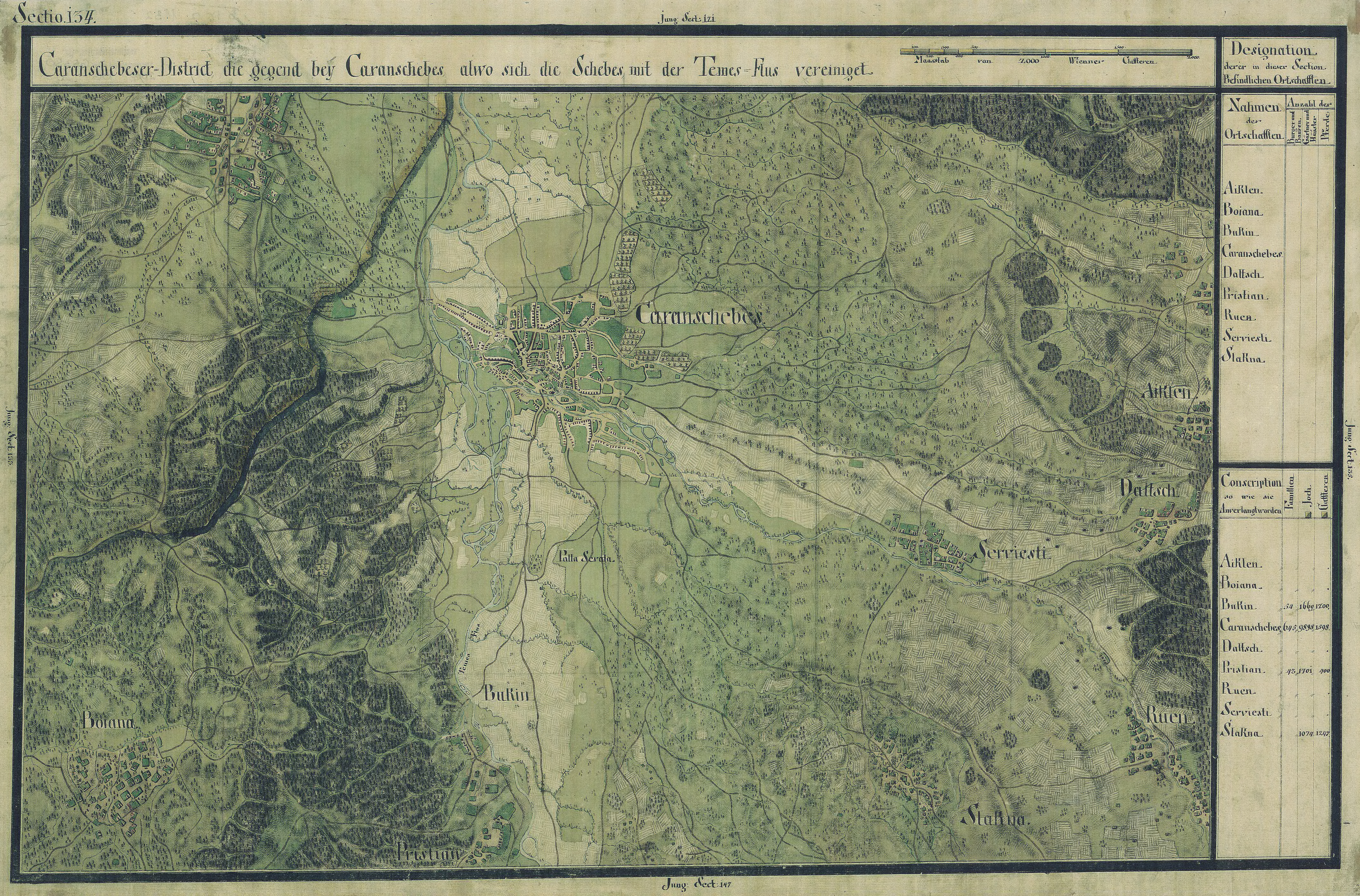
Zerveşti în Harta Iosefină a Banatului, 1769-72